# Stammliste von Trimberg

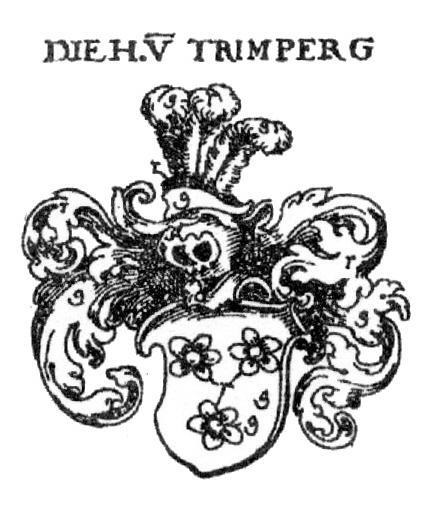
Wappen der fränkischen Adelsfamilie Trimberg aus Siebmachers Wappenbuch

Die Stammliste von Trimberg ist auf Grund der mangelhaften, oft fehlerhaften, Quellenlage, die den gesamten Zeitraum aller Familienzweige betrifft, unter Vorbehalt zu betrachten. Das Geschlecht der Herren von Trimberg erlosch im Mannesstamm im Jahre 1384.
Die hier dargestellte Stammliste enthält in der Wikipedia vertretene Familienmitglieder und wichtige Zwischenglieder. Gesicherte Daten sind urkundlich genannt, Geburts- und Sterbedaten o. g. Zeiträume jedoch oft ungesichert und nach höchstmöglicher Wahrscheinlichkeit der oft abweichenden Datenquellen unter Vorbehalt zu betrachten. Es bleiben genealogische Details, sogar die Zuordnung von Mitgliedern des Hauses, ungeklärt.

## Die Herren von Trimberg
Die gesicherte Stammfolge beginnt mit Goswin von Trimberg, Herr der Burg Trimberg, urkundlich 1136 bis 1151; ⚭ () N.N. Sie hatten folgende Nachkommen:
A0. Söhne, urkundlich 1144
A1. Heinrich, urkundlich 1151 bis 1189
A2. Poppo, urkundlich 1151 bis 1189
B0. Söhne, urkundlich 1182
B1. Konrad I. trägt zusammen mit Albrecht I. von Trimberg Burg Trimberg dem Hochstift Würzburg zu Lehen auf (1226), urkundlich 1182 bis 1230; ⚭ () Mechtild (von Grumbach), Tochter von (Albert von Grumbach) (–) und N.N. (–)
C1. Albrecht I. trägt zusammen mit Konrad I. von Trimberg Burg Trimberg dem Hochstift Würzburg zu Lehen auf (1226), († nach 7. Oktober 1261); ⚭ (vor 1247) Luitgard von Büdingen, urkundlich 1233 bis 1257, († nach 1257), Tochter von Gerlach II., Herr von Büdingen, Burggraf zu Gelnhausen, Wetterauer Landvogt (–(1240/1247)) und Mechtild von Ziegenhain (–)
D1. Konrad III., verpfändet an Graf Heinrich V. von Weilnau die Hälfte seiner Güter zu Orb (1267), Herr der Burg Trimberg (–1279), in 1/2 Wächtersbach (–1279), in 1/3 Büdingen, Burg Birstein und Vogtei Reichenbach, Schluchtern mit Altenhaßlau (–1279), schenkt Herrschaft und Burg Trimberg dem Hochstift Würzburg (1279), Mönch (1279–), urkundlich 1260, († 1281); ⚭ (vor 21. Juli 1264) Adelheid von Wildberg († nach 13. November 1292), Tochter von Graf Mangold von Wildberg (–1264/1277) und N.N. (–)
E1. Konrad IV., fordert Schloss und Amt zurück, 1292 kommt es zu einem Vergleich mit dem Hochstift Würzburg. Konrad IV. zieht seinen Antrag zurück und erhält dafür Bischofsheim an der Rhön mit dem Kammerforst und Einkünfte aus den umliegenden Ortschaften, Herr von Trimberg (1292), erblicher Burgmann auf der Karlsburg unter Verschreibung von Einkünften aus dem Zehnten zu Langendorf (1297), urkundlich 1280, († zw. 22. März 1306 und 12. August 1308); ⚭ () Agnes von Hohenberg († nach 1308), (⚭ II: () Günther von Salza)
F1. Konrad VI., Ritterschlag in Rom durch Kaiser Ludwig IV. (1328), zu Udenheim-Spielberg (1333), kauft Burg Schildeck (1335), zu 1/2 Breuberg (–1336)(Verkauf an Schenk Konrad von Erbach), „der Ältere“ (1365), urkundlich 1323 bis 1370, (* vor 1323; † nach 1370); ⚭ I: (1323) Kunizza (Kunzel) von Breuberg, Erbin von 1/2 Breuberg, urkundlich 1317 bis 1330, (* vor 1314; † vor 24. August 1331), Tochter von Arrois von Breuberg (vor 1274–1323) und Gisela von Falkenstein (–1314); ⚭ II: (vor 27. April 1347) Elisabeth von Weilnau, urkundlich 1335, († nach 23. Februar 1366), Tochter von Graf Gerhard II. von Weilnau (–) und N.N. (–)
G1. [I] Konrad VII., „der Jüngere“ (1365), urkundlich 1343 bis 1374, († 31. Oktober 1376)
G2. [I] Gottfried, Dechant zu Fulda (1343)
G3. [I] Katharina, urkundlich 1350, († nach 23. Februar 1366)
G4. [I] Arrois, urkundlich 1343, (†† zw. 4. November 1376 und 4. November 1384)
→ Familie erloschen (ultimus familiae)
F2. Albert, Domherr zu Würzburg (1313–1331); († 2. März ...)
F3. Heinrich, urkundlich 1321
E2. Adelheid († zw. 18. November 1316 und nach 7. Juli 1318); ⚭ (vor 25. März 1277) Graf Hermann II. von Henneberg (* um 1250; † 9. Februar 1292 in Aschach), Sohn von Graf Heinrich III. von Henneberg (vor 1226–1262) und Sophia von Meißen (–1280)
E3. Boppo, Domherr zu Würzburg (1317)
D2. Luitgard, urkundlich 1267, († 1297); ⚭ () Graf Heinrich I. (IV.) von Diez-Birstein, Graf von Weilnau, urkundlich 1234 bis 1281, (* vor 1234; † um 1281), Sohn von Heinrich IV. (von Diez) (1226–1234) und N.N. (–)
D3. Mechtild, urkundlich 1277 bis 1297; ⚭ () Albert von Sternberg, überträgt mit Zustimmung ihres Neffen Konrad von Trimberg dem Johanniterhaus zu Würzburg ihr Eigengut zu Willebrechteshusen (bei Coburg) zum Seelgerät, urkundlich 1246, († zw. Oktober 1253 und 31. Januar 1255), Sohn von Heinrich II. von Sternberg (vor 1199–1228) und N.N. (von Wildberg) (–)
C2. Heinrich, urkundlich 1234, († vor 1236); ⚭ () Mechtild von Kevernburg (Käfernburg), urkundlich 1236, († zw. 8. Januar 1247 und 14. August 1277), (⚭ II: () Graf Gottfried III. von Reichenbach, urkundlich 1214, († nach 9. September 1279)), Tochter von Günther III., Graf von Schwarzburg, Graf von Kevernburg, (um 1150–1223) und Dietburg von Anhalt (um 1169–1228)
C3. Poppo, Domherr (1236), Dompropst (1256), Elekt von Würzburg (1267–1271), († vor 3. Mai 1271 in Rom)
C4. C..., Johanniter-Ordenskomtur zu Würzburg (1239)
B2. Berthold, Domherr zu Würzburg (1182)
B3. Manegold, Domherr zu Würzburg (1182)
B4. Goswin, Domherr zu Würzburg (1189–1211), († nach 28. Juli 1211)
B5. Poppo, Domherr zu Würzburg (1195–1220), Archidiakon zu Würzburg (1214), Domdekan (1220), Dompropst zu Mainz (1224), († 28. Mai (1224))
B6. Heinrich „der Jüngere“, urkundlich 1189
A3. Goswin, urkundlich 1158 bis 1187